# Malvasia
Malvasia è un termine con il quale vengono indicati numerosi vitigni, per cui è anche appropriato parlare di Malvasie. Alcuni di questi si differenziano notevolmente tra loro per morfologia delle piante, colore, sapore e composizione biochimica del frutto, precocità di maturazione, produttività e attitudine alla vinificazione.

## Storia

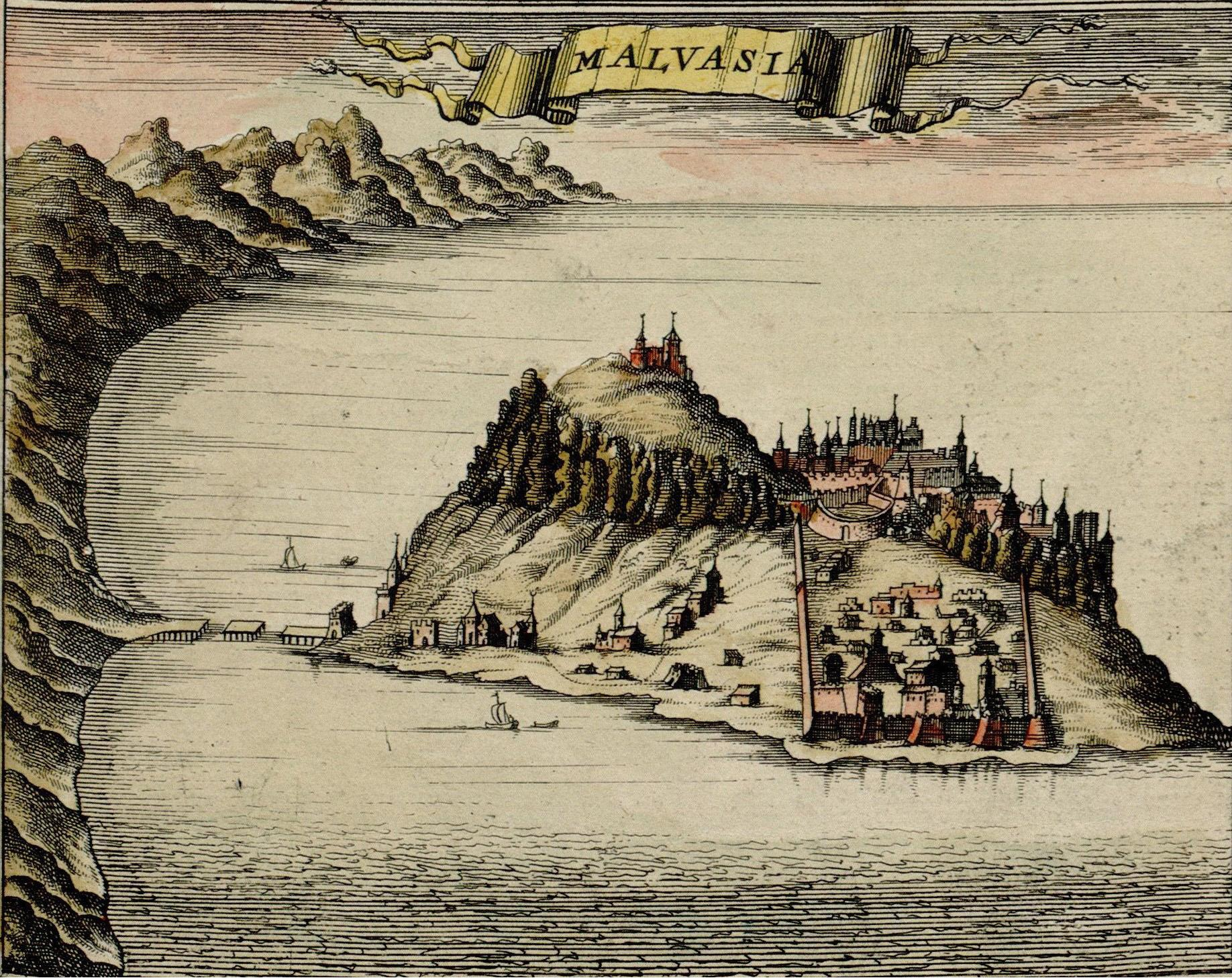
Una mappa della fortezza di Monemvasia nel secolo XVII

L'origine del nome è da attribuirsi ad un vino che era prodotto a Malta: si trattava di un prodotto di pregio commercializzato da Venezia. Dopo la conquista da parte degli Arabi dell'isola nell'870 i commerci si interruppero.
I molti vitigni denominati Malvasia hanno spesso in comune soltanto il nome, derivante da una città greca del Peloponneso, Monenbasia, Monemvasia o Monovasia, che significa "porto ad una sola entrata", città che per assonanza con il nome greco fu ribattezzata dai Veneziani "Malvasia" (o Napoli di Malvasia, per distinguerla da Malvasia Vecchia, posta poco più a nord). La Malvasia nel tardo Medioevo divenne uno dei vini più famosi e rinomati, prodotti principalmente a Creta ed a Rodi.
Si deve ai veneziani l'uso di tale appellativo per indicare prima i vini dolci ed alcolici provenienti dalla parte orientale del Mar Mediterraneo, poi anche i locali a Venezia nei quali se ne svolgeva il commercio.

## Caratteristiche

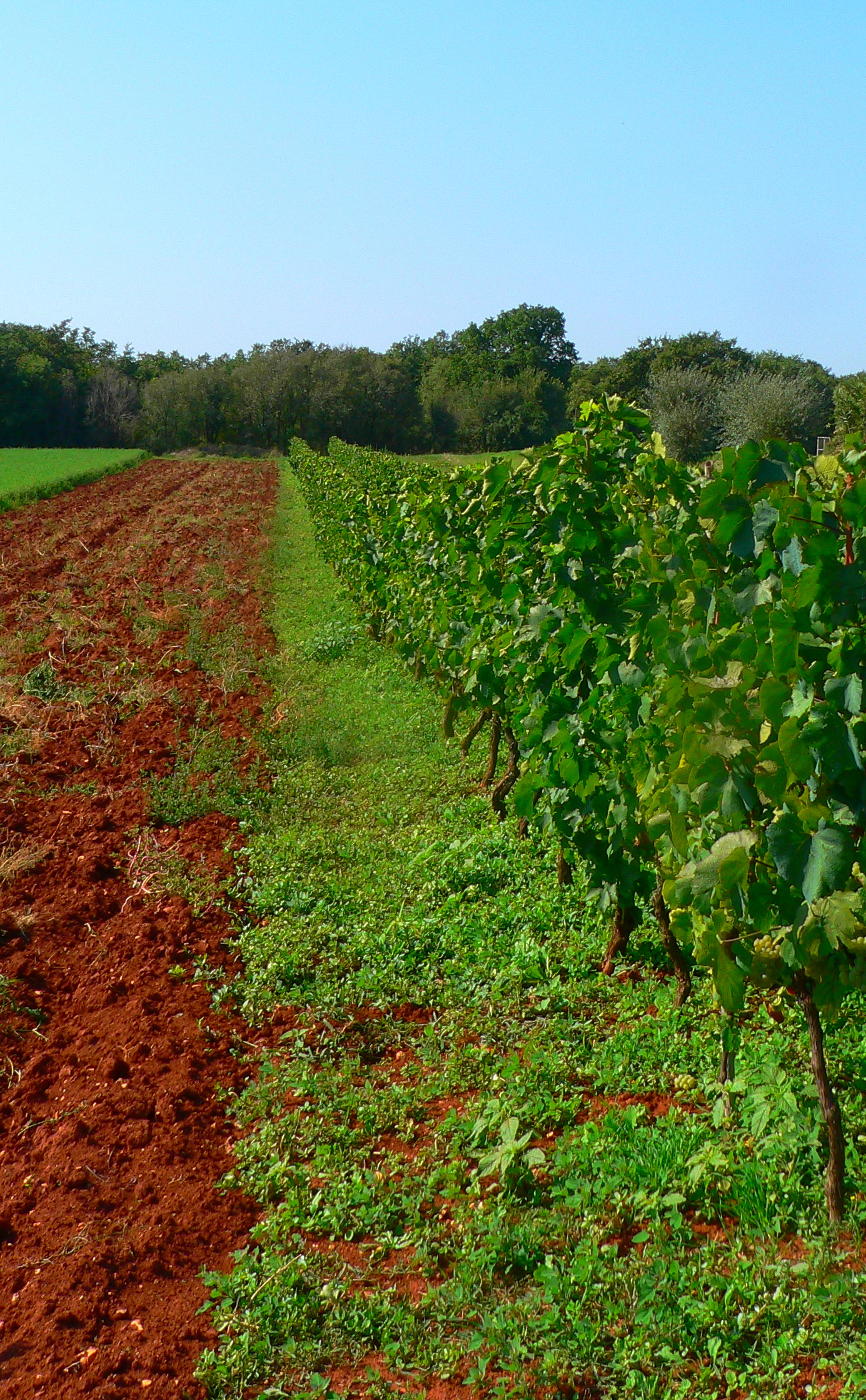
Coltivazione di Malvasia nell'Istria meridionale

I vitigni Malvasia possono essere distinti tra quelli con un leggero aroma che ricorda quello del Moscato e quelli a sapore semplice. Ve ne sono a frutto bianco e a frutto nero.
Le varietà a frutto bianco sono la Malvasia bianca, la Malvasia bianca di Basilicata, la Malvasia Bianca di Candia, la Malvasia bianca lunga, la Malvasia Casalini, la Malvasia del Lazio, la Malvasia di Candia Aromatica, la Malvasia di Lipari, la Malvasia di Sardegna e la Malvasia Moscata; le varietà a frutto nero sono la Malvasia di Casorzo d'Asti, la Malvasia di Schierano, la Malvasia nera, la Malvasia nera di Basilicata, la Malvasia nera di Brindisi, la Malvasia nera di Lecce e la Malvasia nera Lunga; infine è presente la Malvasia rosa.
Fra le Malvasie a frutto bianco più estesamente coltivate ricordiamo la Malvasia di Candia Aromatica, utilizzata per la produzione dell'omonimo vino Malvasia dei Colli Piacentini; la Malvasia bianca lunga, nota anche come Malvasia del Chianti o Malvasia Toscana, cosiddetta perché la sua uva bianca entra per circa 1/10 nella composizione del Chianti; la Malvasia istriana (coltivata nel Friuli-Venezia Giulia); la Malvasia laziale; la Malvasia Bianca di Candia; la Malvasia di Sardegna (coincidente con la Malvasia di Lipari e il Greco bianco di bianco); la Malvasia bianca.
Fra le Malvasie a frutto nero degne di nota ricordiamo quelle salentine: la Malvasia nera di Brindisi; la Malvasia nera di Lecce; quelle astigiane come la Malvasia di Casorzo d'Asti e la Malvasia nera di Schierano.
Alcuni cloni sono: Malvasia bianca MC 1; Malvasia bianca di Candia Rauscedo 2; Malvasia bianca lunga o del Chianti Rauscedo 2, Cenaia 2; Malvasia istriana ISV Conegliano 1.
I vini con tale nome sono aromatici, dal sapore intenso dolce e gradevole.

## Diffusione
È particolarmente diffusa in Piemonte, in Istria, nel Friuli-Venezia Giulia (prevalentemente nelle province di Gorizia e Trieste), nel Piacentino, nel Parmense, in Abruzzo (specie nella zona della Marsica), in Puglia (in particolare nel Salento), nel Lazio, in Basilicata (nella zona del Vulture), Sicilia e Sardegna (specialmente a Bosa, in provincia di Oristano). La sua colorazione può essere sia giallognola in vari tipi di spumanti, sia la più diffusa Malvasia Nera. La gradazione alcolica va da 12° a 14°.

## Curiosità
Sembra che Giorgio Plantageneto, I duca di Clarence, fu ucciso affogato in una botte di malvasia. Lo stesso Shakespeare riporta tale aneddoto nella sua opera Riccardo III.
Lo stesso episodio viene evocato da  Flaubert nel romanzo Madame Bovary per descrivere quella «specie di attaccamento idiota della Bovary pieno di ammirazione per l'amante Rodolfo, una beatitudine che la intorpidiva; e la sua anima affondava in quell'ebbrezza, e vi si annegava, raggrinzita, come il duca di Clarence nella sua botte di malvasia».